# Fjord1

Logo

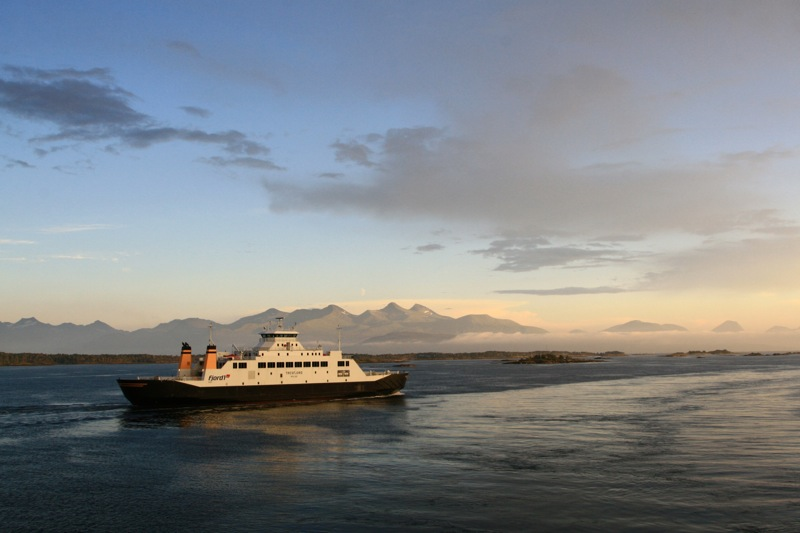
Fähre zwischen Molde und Vestnes kurz vor Molde

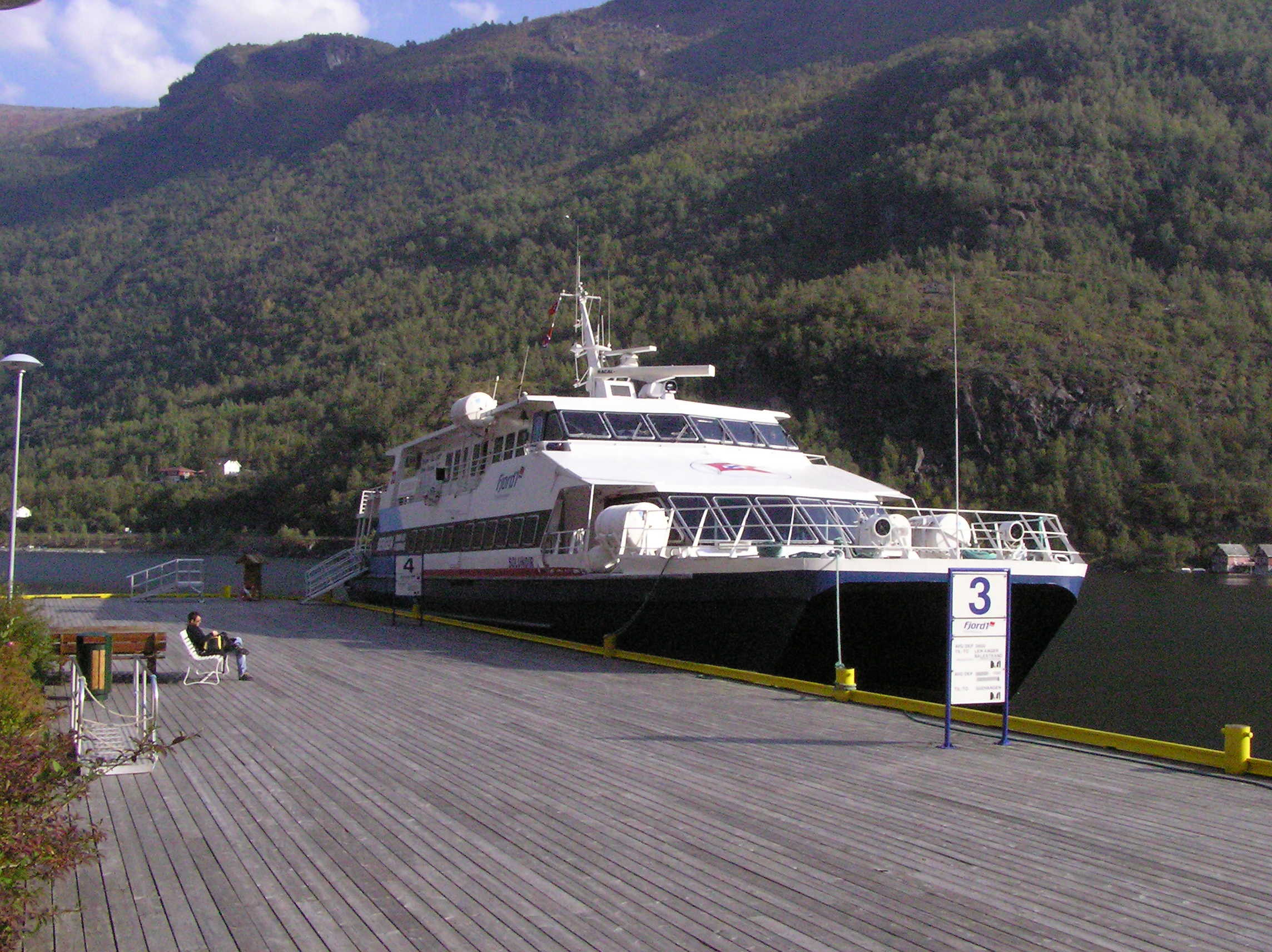
Solundir in Aurlandsfjorden

Fjord1 (gesprochen Fjordein) ist eine norwegische Reederei mit Sitz in Florø, welche diverse Fährlinien an der norwegischen Westküste betreibt.

## Geschichte
Die Wurzeln von Fjord1 reichen zurück ins Jahr 1858, als das Nordre Bergenhus Amt eine erste Dampfschifflinie eröffnete. Hieraus entwickelte sich das Unternehmen Fylkesbaatane im Besitz der Provinz (Fylke) Sogn og Fjordane, eine der Gründungsgesellschaften von Fjord1. Durch diverse Fusionen, u. a. mit der regionalen Fährgesellschaft des Fylke Møre og Romsdal entstand sukzessive die heutige Gesellschaft.
2018 transportierte Fjord1 21,6 Mio. Passagiere.

## Geschäftsbereiche
Die früher zum Kerngeschäft gehörenden landbasierten Verkehrsdienste (Personen- und Güterverkehr mit Bussen und LKW) hat Fjord1 in den 2010ern abgestoßen. Seitdem fokussiert sich das Unternehmen auf den Reedereibetrieb sowie damit zusammenhängende Dienstleistungen. Der Geschäftsbetrieb umfasst (Stand 2020) folgende Segmente.

### Fähren
Fjord1 betreibt mit einer Flotte von circa 70 Fährschiffen rund 50 % der innernorwegischen Fährverbindungen. 7 der 10 bedeutendsten innernorwegischen Fährrouten werden von Fjord1 bedient.
Zur Flotte der Reederei gehören Doppelendfähren verschiedener Bautypen, darunter
- Havyard 932 (fünf Schiffe, Indienststellung 2019/2020)
- Havyard 934 (zwei Schiffe, Indienststellung 2019/2020)
- Havyard 936 (fünf Schiffe, Indienststellung 2018/2019)
- LMG 125-DEG (vier Schiffe, Indienststellung 2009/2010)
- LMG 212-DEG (fünf Schiffe, Indienststellung 2006/2007)
- MM53FE (zwei Schiffe, Indienststellung 2009)
- MM59FC (ein Schiff, Indienststellung 2012)
- MM62FD EL (drei Schiffe, Indienststellung 2018)
- MM71FE (zwei Schiffe, Indienststellung 2016)
- MM82FE EL (drei Schiffe, Indienststellung 2019/2020)
- MM90FE (ein Schiff, Indienststellung 2008)
- MM102FE EL (ein Schiff, Indienststellung 2018)
- MM103FE EL (zwei Schiffe, Indienststellung 2017/2018)
- MM104FE EL (zwei Schiffe, Indienststellung 2019/2021)
- MM111FE EL (ein Schiff, Indienststellung 2019)
- MM112FE EL (ein Schiff, Indienststellung 2018)
- MM120FD LNG (ein Schiff, Indienststellung 2012)
- SKS 85 (zwei Schiffe, Indienststellung 2002)
- SKS 116 (zwei Schiffe, Indienststellung 2011)

### Passagierboote
Neben den Fähren, die für den Transport von Kraftfahrzeugen und Passagieren geeignet sind, betreibt Fjord1 15 reine Passagierboote auf Routen in der Fylke Sogn og Fjordane.

### Catering
Dieser Bereich umfasst die gastronomischen Einrichtungen an Bord der Flotte (Kioske, Restaurants etc.).

### Tourismus
Fjord1 ist an diversen Gesellschaften beteiligt, welche verschiedene touristische Dienstleistungen anbietet. Hierzu gehören:
- The Fjords betreibt Ausflugsverkehre zwischen Flåm und Gudvangen auf Aurlands- und Nærøyfjord. Hier kommen u. a. die beiden Ausflugsschiffe Vision of the Fjords (Hybridantrieb) und Future of the Fjords zum Einsatz.
- Geiranger Fjordservice bietet Bootsausflüge und weitere touristische Angebote (u. a. Autovermietung, Busausflüge) in Geiranger an.
- Fjord Tours bietet seit 1982 Bus- und Bootsausflüge an.

## Eigentümer
Mehrheitsgesellschafter von Fjord1 ist (über ihre Tochtergesellschaft Havilafjord AS) die norwegische Havila Group mit einem Anteil von 51,5 %.

## Alternative Antriebe

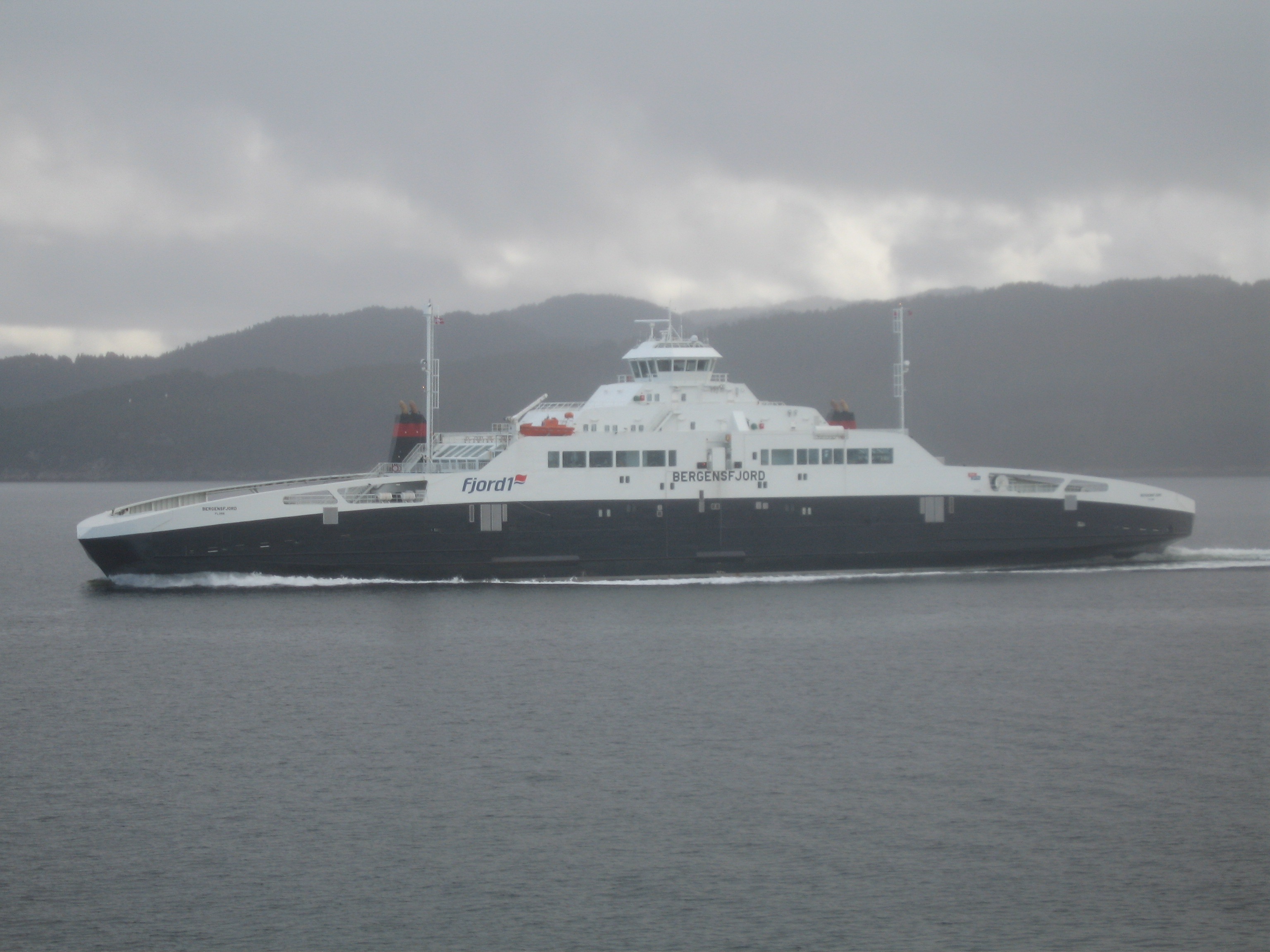
Bergensfjord zwischen Halhjem und Sandvikvåg

Als erste norwegische Fährgesellschaft setzte Fjord1 auf ausgewählten Linien auf alternative Antriebe. So betreibt Fjord1 seit 2006 die Fährstrecken Mortavika–Arsvågen und Haljem–Sandvikvåg mit den fünf gasbetriebenen Fährschiffen der Bergensfjord-Klasse.
Im März 2018 unterzeichnete Fjord1 Verträge mit der ebenfalls zur Havila-Gruppe gehörenden Havyard-Gruppe über den Entwurf und Bau von insgesamt sieben batterie-elektrischen Fähren. Fünf Fähren – jeweils mit einer Transportkapazität von 50 Pkw – sollen auf der Havyard-Werft in Leirvik, Norwegen, gebaut werden. Die beiden anderen werden für den Transport  von 80 Personenwagen ausgelegt und werden in der Türkei angefertigt. Sie werden in Hordaland bzw. Møre og Romsdal stationiert.
Seit Jahresbeginn 2019 fährt bereits die elektrisch betriebene Hadarøy zwischen Sulesund und Hareid.